# Tiddington (Warwickshire)
Tiddington – wieś w Anglii, w hrabstwie Warwickshire, w dystrykcie Stratford-on-Avon. Leży 11 km na południowy zachód od miasta Warwick i 132 km na północny zachód od Londynu.